# Cerapachys picipes
Cerapachys picipes é uma espécie de formiga do gênero Cerapachys.